# Cartierul Andrei Mureșanu din Cluj-Napoca

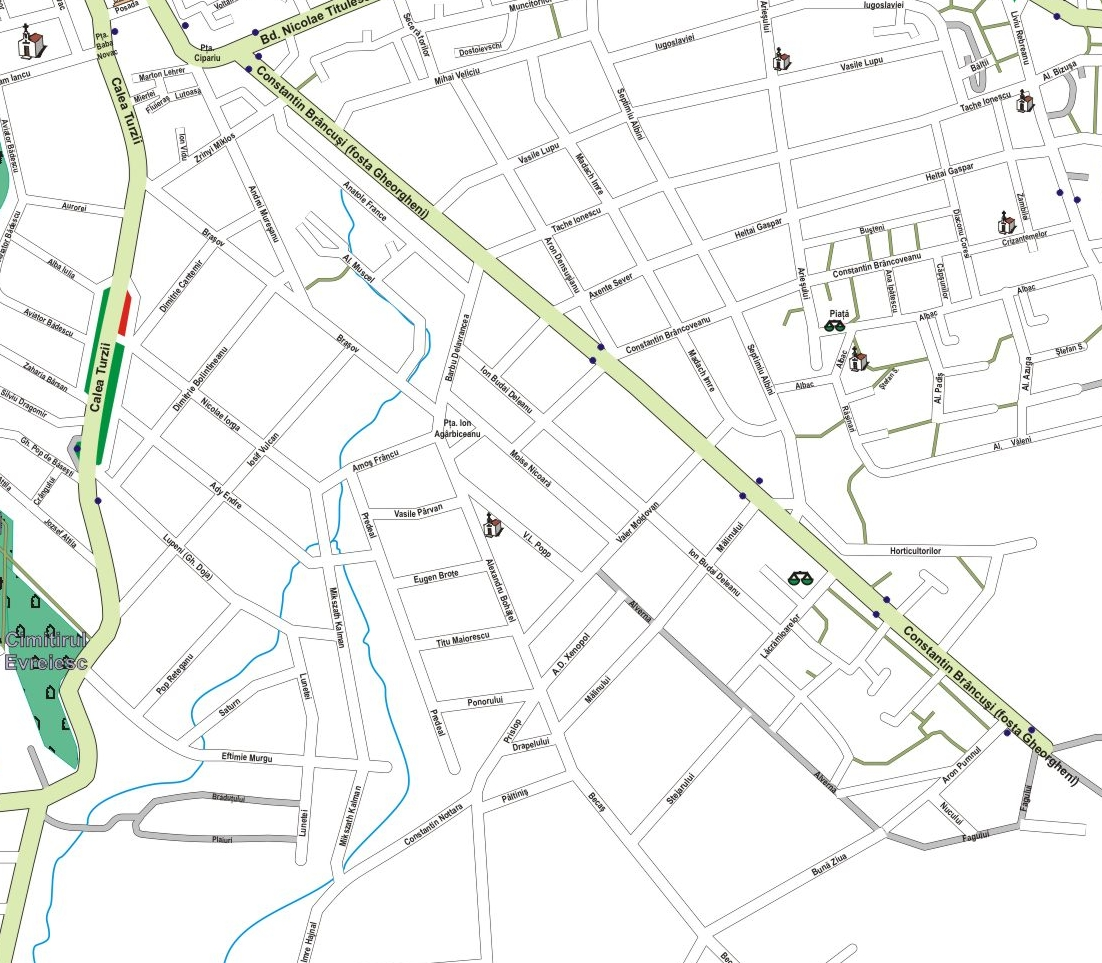
Harta Cartierului Andrei Mureșanu

Andrei Mureșanu este un cartier rezidențial din Cluj-Napoca, situat în zona dintre Calea Turzii și Str. Constantin Brâncuși (fosta Str. Gheorgheni).

## Centrul de Parcul Engels
Ca și cum cartierul Zorilor are un 'centru', așa are și Andrei Mureșanu, având un parc denumit Parcul Engels și fiind aproape de un magazin (Mega Image Stop&Go), trei restaurante (Hora, NAZ și Engels Bistro), și o farmacie (Elmafarm). Acest parc este nu prea îndepărtat de locuri ca Los Toreros, Jole Canti Cafe, The Residence Central Jacuzzi Boutique, două stații de autobuz, o biserică, și multe alte chestii.

## Informație generală
Cartierul în sine este aproape plin de case și blocuri (specific blocuri mici), cu nisțe excepții ca Zona împrejur Parcului Engels. Majoritatea străzilor sunt numite după oameni. Un exemplu bun este strada Kálmán Mikszáth, numită, nesurprinzător, după Kálmán Mikszáth. De fapt, cartierul întreg este numit după o persoană, acea persoană fiind Andrei Mureșanu.